# S-210
S-210, é um foguete de sondagem de origem japonesa, desenvolvido em meados da década de 60, seu objetido era efetuar
pesquisas de baixo custo na ionosfera, a partir da base japonêsa na Antártica. O modelo S-160, desenvolvido em paralelo, era uma versão em menor
escala deste, e serviu como "prova de conceito". O motor usava combustível a base de butadieno, que resistia bem as baixas temperaturas do Polo Sul.

## Características
O S-210, era um foguete de apenas um estágio, movido a combustível sólido, com as seguintes características:
- Altura: 5,2 m
- Diâmetro: 21 cm
- Massa total: 300 kg
- Carga útil:
- Apogeu: 110 km
- Estreia: 6 de agosto de 1966
- Último: 12 de setembro de 1982
- Lançamentos: 47